# 新闻晚报
《新闻晚报》，是中华人民共和国上海市出版的综合性都市晚报，由新闻报社编辑出版（初由解放日报报业集团主管主办，后由上海报业集团主管主办）。该报于1998年11月试刊，1999年1月1日正式创刊，原名《新闻报·晚刊》，2000年6月1日更名改版。报纸以“更好看，更好用”为目标，口号为“主流力量，进步中国”和“关注国运民生，影响世道人心”，读者对象以年轻一代读者为主，日均发行量75万份，竞争对手为《新民晚报》。
2013年12月23日下午，上海报业集团召开《新闻晚报》全体员工大会，上海报业集团社长裘新宣布《新闻晚报》自2014年1月1日起停刊，成为上海报业集团成立后首家正式停刊的报纸。

## 报头
《新闻晚报》报头曾出现多次变化，先后使用过蓝底配红字、蓝底配黑字，2001年4月9日改为瘦长报设计时，改用蓝底配白字，之后又改为与《新闻晨报》一样的设计，即新闻报三个字为黑字，而“晚”字为红底配白字。截至停刊前，报头再次修改为不加底色的红字。
该报报头的“新闻报”三个字为印刷体，而“晚”字则取自毛泽东的文稿。

## 历史
《新闻晚报》前身为《新闻报·晚刊》，由解放日报社主管主办，于1998年11月和12月多次试刊，试刊期间为对开大报。1999年1月1日正式创刊，版式也改为四开小报。
2000年6月1日，由于成本过高，发行量低，经新闻出版署批准，《新闻报·晚刊》更名为《新闻晚报》，并正式改版。报纸实行“事业单位，企业化操作”的经营模式。该报于2001年4月9日进行了改版，版面改为对开16版，定位为面向中青年市民。2004年6月12日改回四开小报版式，日均出版40版。截至2010年已进行四轮大规模改版。

### 停刊
早在2013年9月开始，就有与《新闻晚报》休刊有关的传闻。有报社高层安抚大家的情绪，称报纸不会休刊。该报员工还成立了群组，商讨如何让集团留住这张报纸。该群组先后有90人参与。还有一些人通过各种方式给裘新社长提交了对《新闻晚报》未来的改革计划和方案，集团上层也派人来听过员工的反应。
2013年12月22日，《新闻晚报》编辑得知内部关于该报停刊的消息，要求回报社开会。12月23日上午，上海报业集团召开《新闻晚报》全体员工大会，上海报业集团社长裘新宣布《新闻晚报》自2014年1月1日起停刊，由此《新闻晚报》成为上海报业集团成立后首家正式停刊的报纸。据裘新称，2012年报业集团旗下一半报纸亏损，一半报纸获有收益；而到2014年前三季度，亏损增加。由于晚报市场容量有限，所以做出休刊决定。同日下午，上海报业集团办公室为《新闻晚报》员工举办内部分流咨询会，主要内容涉及休刊之后员工的去向。12月30日，报业集团公布竞聘岗位；1月1日至3日填写志愿；1月4日至6日竞聘；1月13日公布聘用结果。另外，原《新闻晚报》订户则可持订阅凭证原件及有效身份证件，到就近邮局按相应原订阅价格办理退款手续，未退订订户将转订《新民晚报》。
其后，报纸在接下来几天的报纸头版右下角位置反复刊登《休刊公告》。12月31日，《新闻晚报》出版终刊号，并在头版发表《致读者》感谢读者。

## 版面
该报在停刊前，周一的版面为40版，周二至周四48版，周五56版，周六、日、节假日24版。该报每周都会推出周刊，包括《保险周刊》（周一）、《健康周刊》（周二）、《夜上海》（周二）、《旅游周刊》（周三）、《速度周刊》（周三）、《房产周刊》（周四）、《升学周刊》（周五）、《周末上海》（周五）、《东方女性》（周六）和《国际周刊》（周日）。

## 事件

### 报头被指侵权
在2001年4月9日《新闻晚报》改为瘦长报设计时，该报报头也改用蓝底配白字。然而美国报纸 《今日美国》指出该报头涉嫌抄袭，为此《今日美国》对上海《新闻晚报》的上级机构（解放日报社）发出律师函。消息传出后，时任《解放日报》副总编辑和《新闻报》总编辑裘新在接受记者采访时表示，他们会与律师商谈此事件，而更深的探讨要等报社和律师共同研究之后来决定。